# 翅轴对囊蕨
翅轴对囊蕨（学名：Deparia pterorachis）也称翅轴介蕨，为蹄盖蕨科对囊蕨属下的一个种。